# Polyommatus firuskuhi
Polyommatus firuskuhi är en fjärilsart som beskrevs av Forster 1953. Polyommatus firuskuhi ingår i släktet Polyommatus och familjen juvelvingar. Inga underarter finns listade i Catalogue of Life.